# Sai che
Sai che è un singolo del cantautore italiano Marco Mengoni, pubblicato il 14 ottobre 2016 come unico estratto dal secondo album dal vivo Marco Mengoni Live.

## Video musicale
Il videoclip della canzone è stato girato negli Stati Uniti d'America in cinque diversi stati, tra cui Nevada, California e Arizona. Esso è stato diretto dal collettivo YouNuts!.

## Tracce
1. Sai che – 4:26